# Jiří Čadek
Jiří Čadek (Pavlíkov, 7 de dezembro de 1935 – 20 de dezembro de 2021) foi um futebolista checo que atuou como defensor.

## Carreira
Čadek jogou pelo Dukla de 1955 a 1971, com o qual conquistou sete campeonatos e três copas nacionais. Fez parte do elenco da Seleção Tchecoslovaca que disputou a Copa do Mundo de 1958.

## Morte
Čadek morreu em 20 de dezembro de 2021, aos 86 anos de idade.